# 磁気濃縮型爆薬発電機
磁気濃縮型爆薬発電機（じきのうしゅくがたばくやくはつでんき、英: Explosively Pumped Flux Compression Generator, EPFCG）とは高性能爆薬を使って磁束を圧縮することによって強力なパルス電流を発生させる、爆薬発電機の一種である。

## 歴史
1950年代初頭に核融合研究のために非常に短くて強力なパルス電流を発生させる装置が必要になったことから、ソビエト科学者によって発明された。マルクス発生機（エネルギーをコンデンサに保存する）は、そのような強力な電力を発生させることが出来る当時で唯一の装置であった。
必要な力を得るためのコンデンサは大変に高コストだったため、より経済的な装置の開発が求められた。最初の爆薬発電機は必要な大電力を満たすように設計されていた。

## 原理

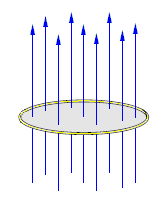
大きさBの一定強度の磁場が閉曲面Sを横断するとき、磁束ΦはBとSの積に等しい。

磁気濃縮型爆薬発電機は「磁気濃縮」と呼ばれる技術を使用する（後に詳述）。この技術次の条件で可能となる。抵抗の電流損失が無視できるほど十分に短時間で装置が動作するような時間尺度の場合、そしてまた導体（たとえば銅線）に囲まれた閉曲面上の磁束が、閉曲面の大きさと形が変化するにかかわらず、一定のままとなるという場合である。
磁束の保存はマクスウェルの方程式から示すことができる。この閉磁束の保存についてのもっとも直感的な説明は、電磁系が与えられた変化の反対方向に作用を引き起こす原理により理解できる。この理由により、導体による閉曲面の面積が減少するならば磁束が減少することとなり、包囲磁束が元の値に戻ろうとするように導体中の誘導電流を引き起こす。磁気爆発発電機では、強力な爆薬による様々な技術によってこの現象を得る。圧縮過程は、爆薬の化学エネルギーを相応の大電流に囲まれた強力な磁場エネルギーに（部分的に）変換することができる。
同様の現象はプラズマ等の十分に導電性の高い流体でも起こり、磁場の凍結と呼ばれている（磁気流体力学を参照）。

### 力線圧縮の基本的な説明

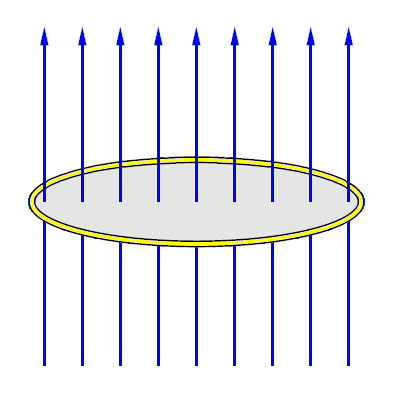
図1：元の磁力線

外部の磁場（青い線）が（電気抵抗がゼロの）完全導体によって作られた閉じた輪を通っている。9本の力線は磁力線が輪を通過していることを示している。

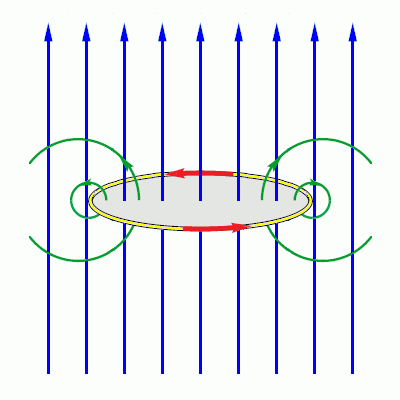
図2：輪の直径が縮小した後の構造

輪の直径が縮小すると、5本の力線で示される輪を通る磁力線は、輪の面積と同じ比率で減少する。磁力線の変化は、輪の中にある全体の磁束が保持されるように（4本の緑の力線と5本の青い線を足して9本の力線となる）新しい磁場を生成する向きに輪の中に電流を誘導する（赤い矢印）。

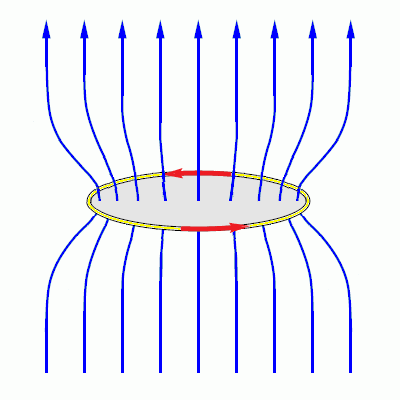
図3：圧縮後の磁力線

外部の磁場と誘導磁場を加えることで、圧縮後の最終的な構造を獲得できる。たとえ磁力線の分布が変化しても、輪を通る全体の磁力線は保存されたままであり、電流は導電リングの中で生成される。

## 発電機の種類
単純・基本的な原理の磁束圧縮は、数々の異なる方法により応用されうる。この領域の開拓者である VNIIEF のソヴィエトの科学者は、3つの異なる種類の発電機について着想した。
- Robert Lyudaev により開発された初期型の発電機 (Mk-1,1951) において、傷をつけた胴体により発生した磁束は、爆薬に囲まれた穴のあいた金属筒の内部に保持され、そして爆薬が発火したときに猛烈な圧縮に屈した。同じ型の装置はアメリカに置いて数年後 C.M. (Max) Fowler のチームにより開発された。
- つぎの型式の発電機 (Mk-2, 1952) では、外部導体の巻線と爆薬が詰められた中心の導体筒との間に保持された磁束は、装置を伝達した爆轟波として中心筒の変形による円筒形のピストンにより圧縮された。
- Vladimir Chernyshev により開発された3番目の形式の発電機 (DEMG) は、円筒形で、凹型の金属円盤を重ねたものを内蔵しており、それぞれが対になって向き合い、中空のモジュールを構成しており（必要な威力に応じて数は変化する）、火薬からは分離している。それぞれのモジュールは独立した発電機を構成している。

それぞれの発電機は、必要ならば、独立して最適化されうるし、連続段階の連鎖をするようにもなる。それぞれの生成するエネルギーはパルスを増幅する次段に伝達されるなどする。たとえば、DEMG 発電機は Mk-2 型発電機に供給されると予測される。

### 中空管型
1952年の春、R.Z. Lyudaev、E.A. Feoktistova、G.A. Tsyrkov、および A.A. Chvileva は、超高電磁場を得ることを目標にこの形式の発電機で最初の実験を請け負った。
Mk-1 発電機は下記の様に機能する。

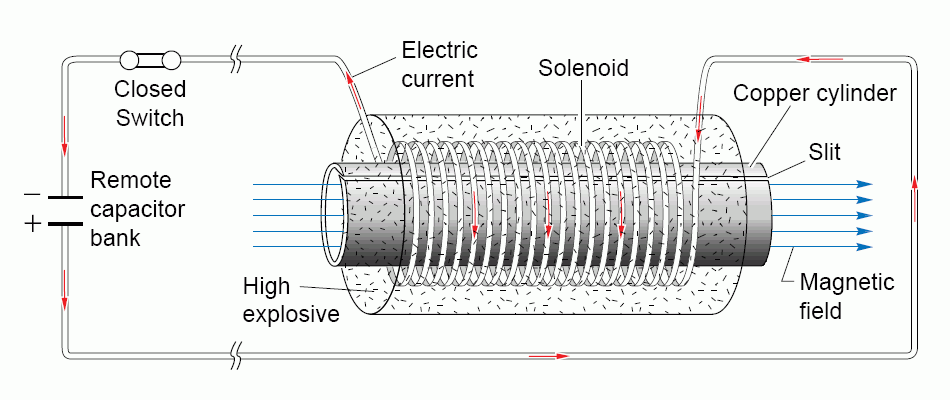
Hollow tube generator.

- 長手方向の電磁場は、管を囲むソレノイドにコンデンサ一から放電を行うことにより中空管導体の内部で生成する。管内の領域の高速な浸透を図るため、管の変形が急速に終わるようにするための溝がある。

### 螺旋型

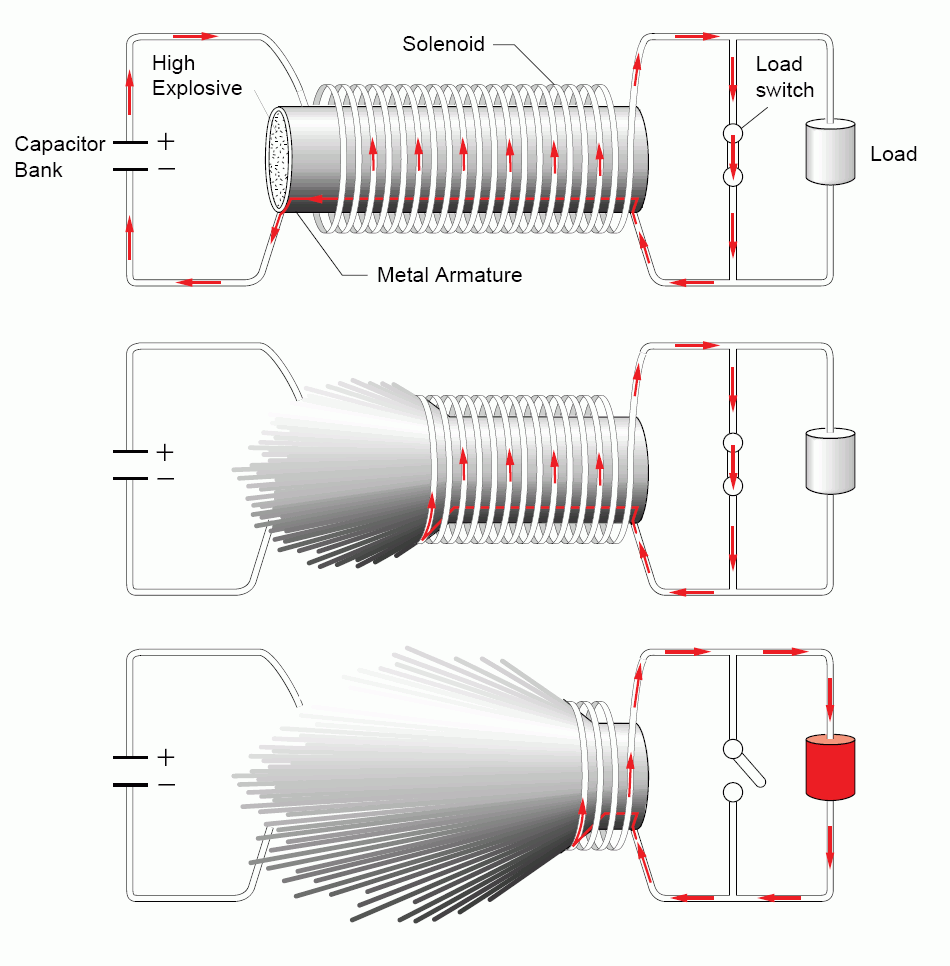
Function of a helical generator.

### 円盤型

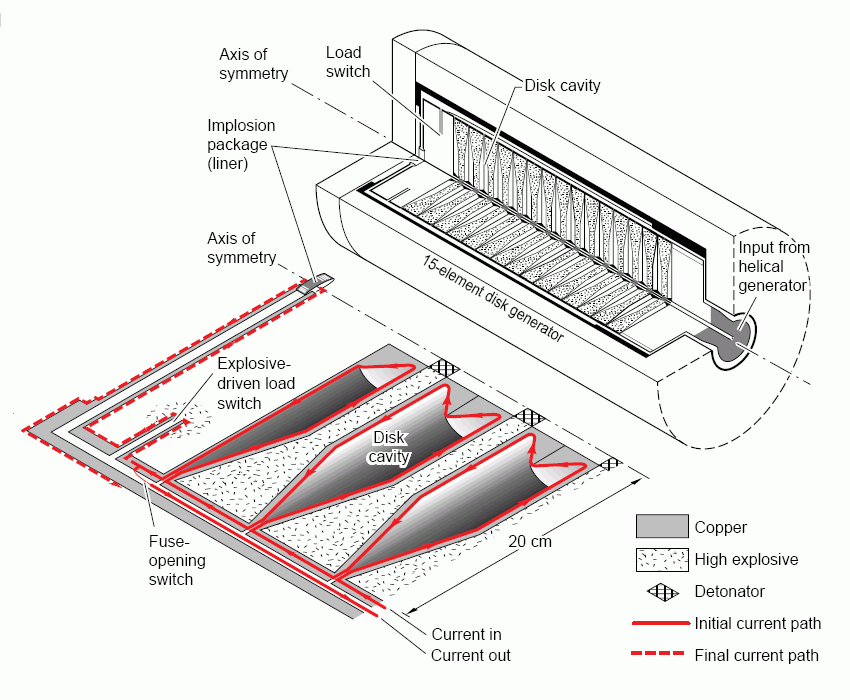
Disc generators.